# Panela (sambista)
Panela, nome artístico de Vivaldo Jesuíno de Souza, foi um sambista baiano, considerado um dos mais importantes compositores do samba de raiz da Bahia.
Vencedor de 14 concursos carnavalescos em Salvador com sambas, marchas-rancho e marchas.
Foi ele quem compôs o hino do Esporte Clube Vitória, da Bahia.
Faleceu em 20 de maio de 1999, aos 55 anos, vitimado por um infarte enquanto realizava um show em Salvador em homenagem ao sambista Batatinha.

## Discografia
- 1973 - Samba da Bahia - Riachão, Batatinha e Panela (Selo: Fontana Records • LP)